# Reteni, Rîșcani
Reteni este un sat din comuna Braniște, raionul Rîșcani, Republica Moldova.

## Demografie
Conform recensământului populației din 2004, satul avea 258 de locuitori: 256 de moldoveni/români, 1 ucrainean și 1 rus.